# 축구메이드
축구메이드는 윤새노트가 진행하는 가상 축구게임 사이트이다. K리그를 포함한 한국축구 디비전 시스템을 기반으로  대회가 자동으로 진행되어 승강제를 적용되어 게임이 진행된다.

## 개요
축구 웹툰을 연재하던 윤새노트가 축구사이트를 제작하다 우회하여 가상게임 사이트로 오픈하였다. 조작이 많은 게임과는 다르게 모든 대회가 자동으로 돌아가며, 여러 플레이어가 한 팀을 이루어 이용이 가능하다.

## 게임 요소
- 대회 가상 시스템: 1주일 단위로 리그가 진행되며, 디비전 대회, FA컵, 친선 리드 등 다양하게 진행된다.
- 경기 중계: 모든 경기는 문자 중계를 제공하며, 다시보기가 가능하다.
- 클럽하우스: 경기를 통해 받은 보상금으로 아이템을 구매하여 클럽하우스를 꾸밀 수 있다. 또한 클럽하우스를 통해 능력치를 올린다.
- 실존팀: 실제로 존재하는 팀이 플레이어 팀과 함께 경쟁한다. 다만 실존팀은 승강제가 적용되지 않는다.